# Mallén
Mallén és un municipi de la província de Saragossa, ciutat de la qual està a 52 km, i integrat a la comarca del Camp de Borja.
Durant l'edat mitjana fou part d'una comanda de la Castellania d'Amposta, de l'orde de Sant Joan de Jerusalem, que comprenia també els pobles de Fuendejalón i Gallur.